# BET-10
BET 10 (skrót od słów Bucharest Exchange Trading index) to indeks giełdowy 10 największych spółek notowanych na rumuńskiej giełdzie papierów wartościowych Bucharest Stock Exchange. 
Indeks został uruchomiony 19 września 1997 roku na poziomie 1000 punktów.